# 80 mètres haies
Le 80 mètres haies est une ancienne épreuve d'athlétisme réservée aux femmes. Elle consiste à parcourir à une vitesse maximale, une distance de 80 mètres en ligne droite en franchissant plusieurs haies.

## Histoire

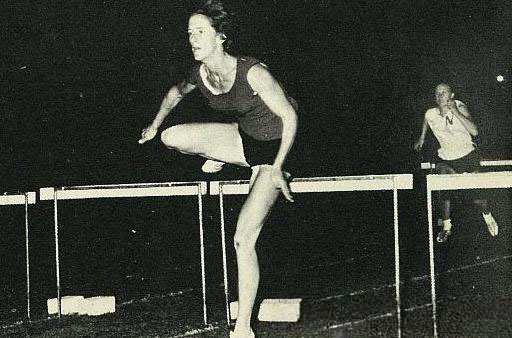
80 m haies en 1964.

Le 80 mètres haies a été disputé pour la première fois en grande compétition lors des Jeux olympiques de 1932 à Los Angeles. L'épreuve est présente au programme olympique jusqu'aux Jeux de 1968 ; elle est remplacée par le 100 mètres haies à ceux de 1972. Le 80 mètres haies est toujours pratiqué par les minimes masculins et féminines.

## Détails techniques
Les femmes devaient franchir 8 haies de 0,84 m séparées de 8 m (aujourd'hui 0,76 m pour les filles minimes et 0,84 m pour les minimes garçons), la première étant située 12 m après le départ et la dernière à 12 m de l'arrivée. Les emplacements des haies sont marqués sur la piste par des tirets blancs.

## Palmarès

### Jeux olympiques
| Édition | Or                                   | Argent                   | Bronze                   |
| ------- | ------------------------------------ | ------------------------ | ------------------------ |
| 1932    | Babe Didrikson (USA)                 | Evelyne Hall (USA)       | Marjorie Clark (RSA)     |
| 1936    | Trebisonda Valla (ITA)               | Anni Steuer (GER)        | Elizabeth Taylor (CAN)   |
| 1948    | Fanny Blankers-Koen (NED)            | Maureen Gardner (GBR)    | Shirley Strickland (AUS) |
| 1952    | Shirley Strickland de la Hunty (AUS) | Maria Golubnichaya (URS) | Maria Sander (GER)       |
| 1956    | Shirley Strickland de la Hunty (AUS) | Gisela Köhler (EUA)      | Norma Thrower (AUS)      |
| 1960    | Irina Press (URS)                    | Carole Quinton (GBR)     | Gisela Birkemeyer (EUA)  |
| 1964    | Karin Balzer (EUA)                   | Teresa Cieply (POL)      | Pam Kilborn (AUS)        |
| 1968    | Maureen Caird (AUS)                  | Pam Kilborn (AUS)        | Chi Cheng (ROC)          |

### Championnats d'Europe
| Édition | Or                        | Argent                      | Bronze                     |
| ------- | ------------------------- | --------------------------- | -------------------------- |
| 1938    | Claudia Testoni (ITA)     | Lisa Gelius (GER)           | Catherina Ter Braake (NED) |
| 1946    | Fanny Blankers-Koen (NED) | Elene Gokieli (URS)         | Valentina Fokina (URS)     |
| 1950    | Fanny Blankers-Koen (NED) | Maureen Gardner (GBR)       | Micheline Ostermeyer (FRA) |
| 1954    | Maria Golubnichaya (URS)  | Anneliese Seonbuchner (FRG) | Pamela Seaborne (GBR)      |
| 1958    | Galina Bystrova (URS)     | Zenta Kopp (FRG)            | Gisela Birkemeyer (GDR)    |
| 1962    | Teresa Ciepły (POL)       | Karin Balzer (GDR)          | Maria Piątkowska (POL)     |
| 1966    | Karin Balzer (GDR)        | Karin Frisch (FRG)          | Elzbieta Bednarek (POL)    |